# SNCF CC 72000 sorozat

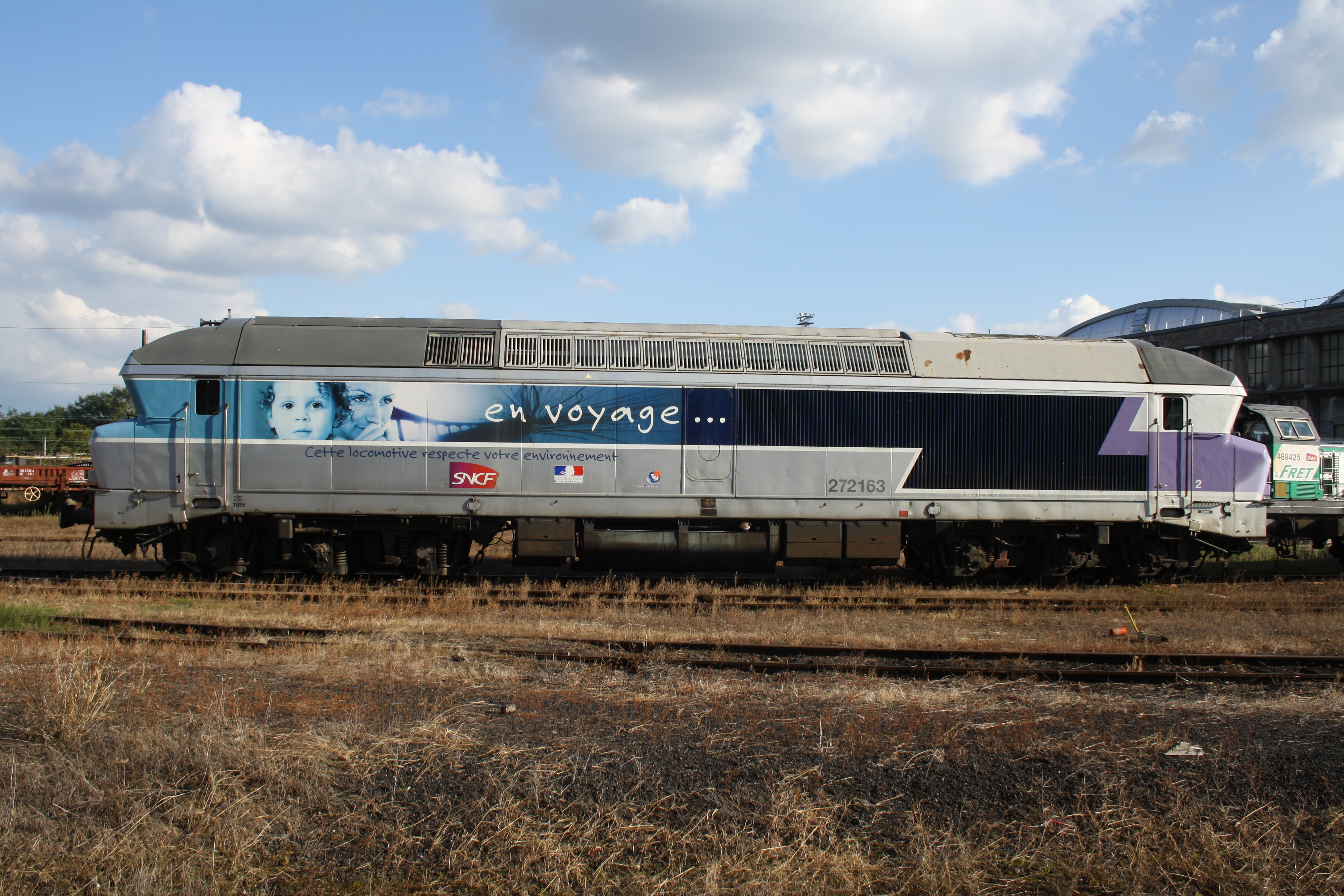
A CC 72163 2016. október 11-én

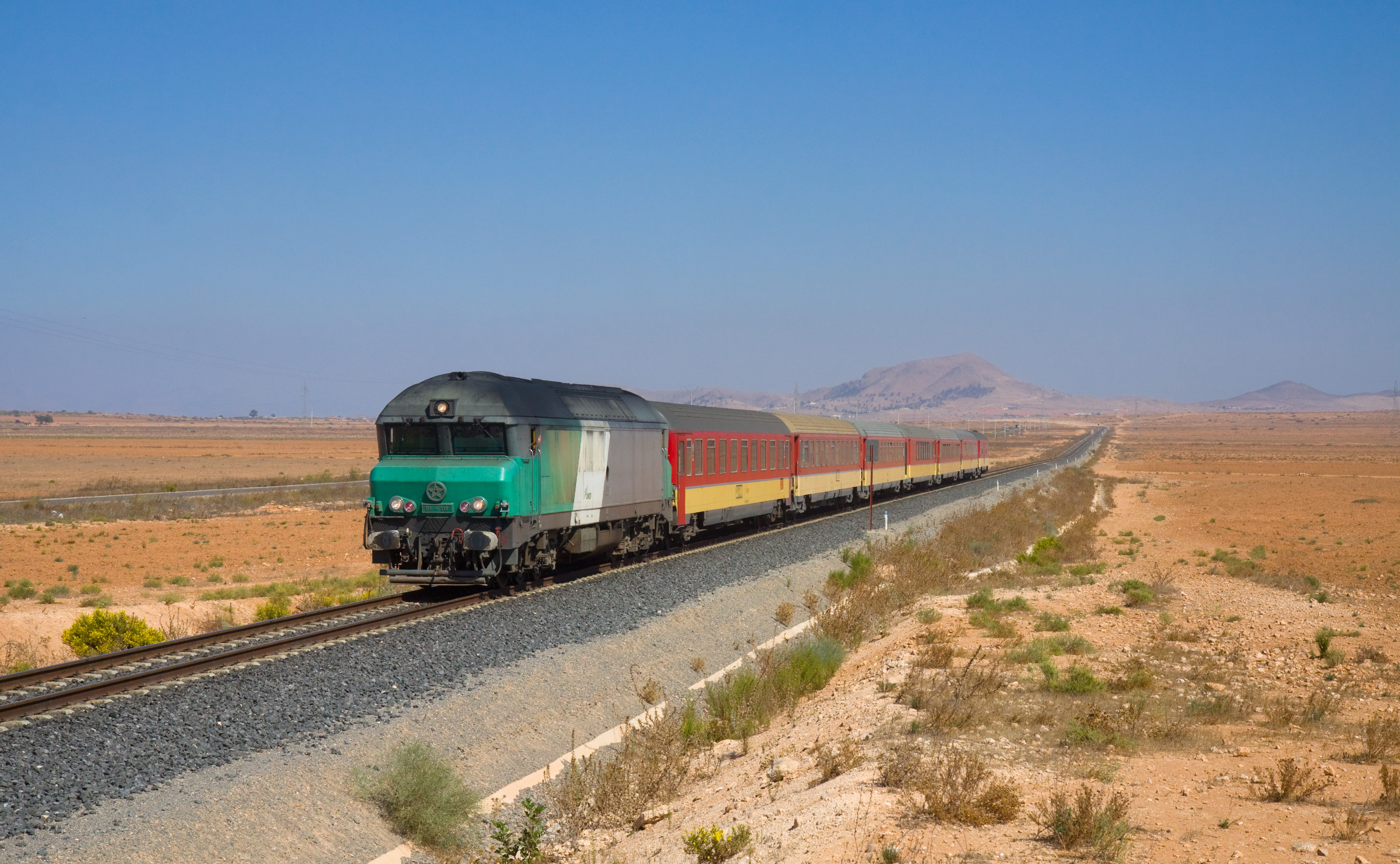
Az egykori SNCF Fret CC 72000 Marokkóban, mint ONCF DF 118 sorozat 2011. október 6-án

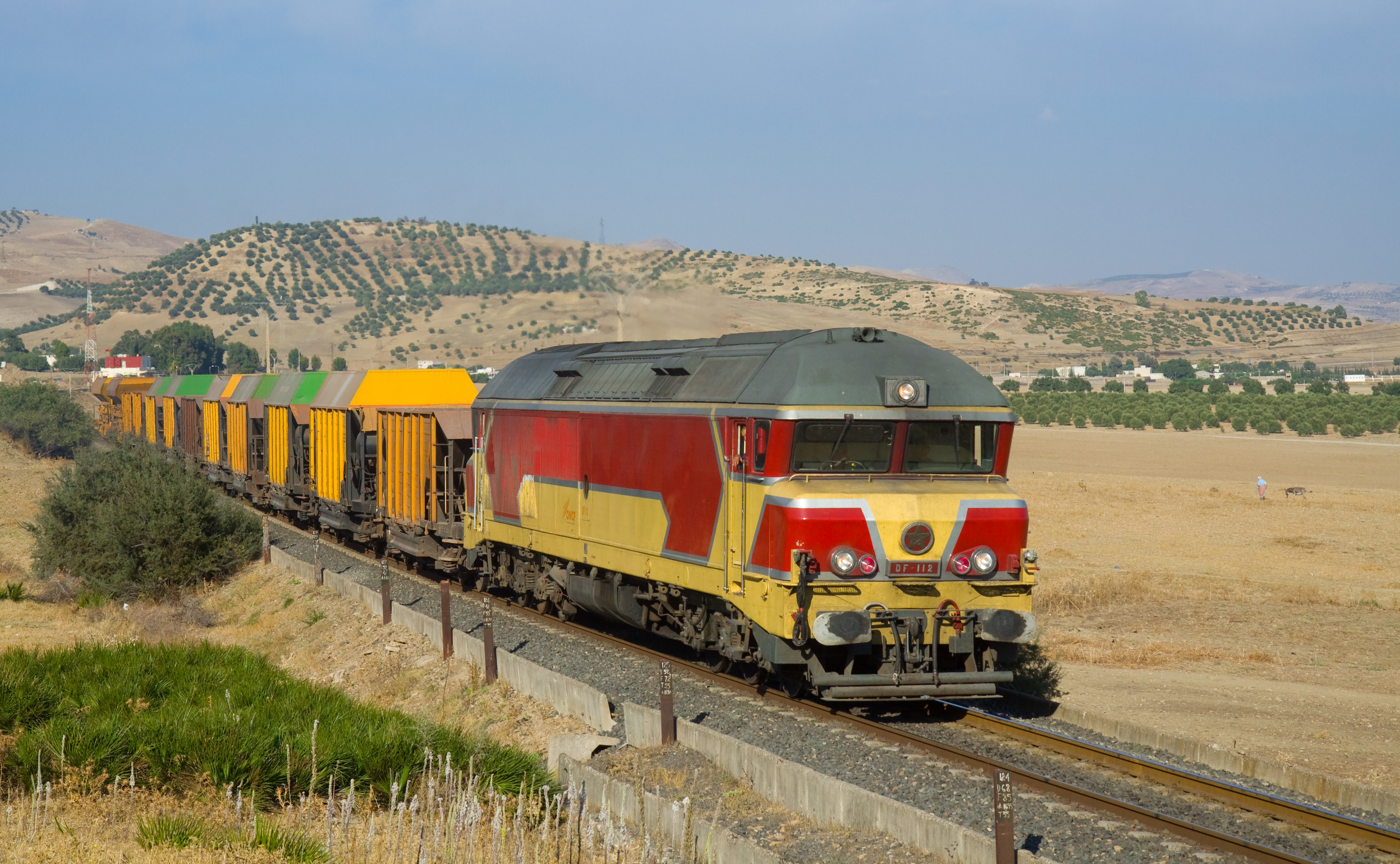
Már a Marokkói vasút festésében 2011. október 5-én

Az SNCF CC 72000 sorozat egy francia C'C' tengelyelrendezésű dízelmozdony-sorozat. Az Alsthom és a SACM gyártotta 1967 és 1974 között. Összesen 92 db készült a sorozatból. Elsősorban a fővonali gőzmozdonyok leváltására épültek. Eredeti festésük miatt Grosses bleues („nagy kékek”) vagy furcsa orrkiképzésük miatt Nez cassés („törött orr”) becenevet kapta a sorozat. Selejtezésük 2003-ban kezdődött és egészen 2017 őszéig tartott. Feladatukat fokozatosan vették át a villamosított fővonalakon az egyéb villamos mozdonyok, a továbbra is felsővezeték nélküli szakaszokon pedig az Alstom Coradia Liner motorvonatok váltották le.

## Feladatuk
Elsősorban a nagy tömegű expressz-vonatok továbbítása volt a feladatuk az ország nem villamosított fővonalain, de részt vettek a teherszállításban is. A Trans-Europ-Express vonatait, mint például a Jules Verne és az Arbalète TEE nevű járatokat is vontatták.

## Átépítés
Harminc mozdonyt korszerűsítettek  SEMT Pielstick dízelmotorokkal 2002 és 2004 között. Az így átépített mozdonyok a SNCF CC 72100 sorozatba kerültek. Pályaszámaik: 21, 30, 37–41, 43, 45, 47, 48, 51, 56–60, 63, 66, 68, 72, 75–80, 82, 86, 89–90.

## Megőrzés
A CC 72029 pályaszámú mozdony a Cité du train vasúti múzeumba került Mulhouse városába.

## Selejtezés
A CC 72186-os 2017. augusztus 28-án teljesítette legutolsó menetrend szerint útját: az ország északkeleti részén, Haute-Marne megyében található Gare de Culmont - Chalindrey állomásról elindulva reggel fél kilenckor érkezett meg vonatával Párizs műemléki védettséget élvező Gare de l’Est pályaudvarára.